# Breutelia humbertii
Breutelia humbertii là một loài rêu trong họ Bartramiaceae. Loài này được P. de la Varde & Thér. mô tả khoa học đầu tiên năm 1940.